# ناسامخرالی
ناسامخرالی (گرجی: ნასამხრალი، پیش‌تر با نام ناسومخاری (گرجی: ნასომხარი) تا سال ۱۹۵۵) یک روستا در شهرداری تلاوی در گرجستان است.

## مردم
| سال سرشماری | جمعیت |
| ----------- | ----- |
| ۲۰۰۲        | ۵۴۳   |
| ۲۰۱۴        | ۵۷۶   |